# 烏勒米獸屬
烏勒米獸屬（學名：Ulemica）是已滅絕合弓綱的一屬，是種基礎異齒亞目動物，生存於二疊紀中期的俄羅斯。模式種是U. invisa，最初在1940年被歸類於文努科維亞獸的一個種，在1996年被建立為新屬。目前只有發現一個部分頭顱骨，發現於俄羅斯的韃靼斯坦。

## 外部連結
- Mikko's Phylogeny Archive （页面存档备份，存于）
- 烏勒米卡獸的簡介 （页面存档备份，存于）